# Мустафа Мулалић
Мустафа Мулалић (Ливно, 1896 — Сарајево 26. децембар 1983) је био српски политичар и публициста, као и члан Врховне команде ЈВуО, те члан Централног националног комитета Равногорског четничког покрета.

## Животопис
Рођен је 1896. године у Ливну, Аустроугарска.
Пре Другог светског рата био је члан Југословенске националне странке (ЈНС) и њен посланик (1931. (срез Ливно) и 1935. године) у Скупштини Краљевине Југославије. Најзаслужнији је за градњу "Дома Османа Ђикића" у Ливну 1927. године, када је био комесар те општине. Јавља се 1934-1936. године као секретар Народне скупштине у Београду. Објавио је 1936. године књигу "Оријент ха Западу", посвећену савременим културним и социјалним проблемима муслимана у Краљевини Југославији.
Пре Априлског рата био је администратор и сарадник листа „Соколски гласник“. По окупацији, живи у Београду. Тада се повезао са неким официрима Драже Михаиловића, а затим је отишао на Равну гору, док је његову улогу у вођењу муслиманског центра преузео Абдулах Кемура. По доласку у штаб на Равној гори постаје уредник листа „Равна гора и равногорска мисао“.
У Михаиловићевом штабу остаје све до априла 1945. године. Био је једини Муслиман (Бошњак) у тој команди и аутор написа за радиографску емисију Врховне команде ЈВуО за Муслимане у којима се позивају Муслимани на идеолошку борбу против комунизма. Био је члан политичког (цивилног) дела Врховне команде ЈВуО, потпредседник Централног националног комитета и уредник листа „Исток“.
За време рата ангажовао се међу Муслимана на стварању четничких јединица, али није имао резултата. Био је и потпредсједник Светосавског конгреса који је од 25. до 28. јануара 1944. одржан у селу Ба. Почетком 1944. године Мулалић је требало да заједно са др Лазаром Марковићем представља четничку делегацију у Лондону ради нових преговора са југословенском владом. Међутим, након седнице ЦНК у селу Рошцима решено је да уместо њега и Марковића путује Адам Прибићевић.
Својим дјеловањем у ЈВуО покушао је придобити муслимане за борбу против комунизма, промичући идеју Краљевине Југославије. Према Мулалићу "једино рјешење за муслимане је њихово прикључење српској федерацији" Крајем јануара 1945. објављује у "име муслимана Босне и Херцеговине" декларацију да се "муслимани желе опредијелити за Федеративну Југославију на чијем челу ће бити Петар II Карађорђевић. Након четничког слома на Зеленгори, долази у Београд и предаје се властима ДФЈ. Осуђен због четничке идеологије на пет година затвора које је одлежао у београдском затвору Главњачи.
Послије Другог свјетског рата радио је као трговац у једном сарајевском предузећу. Није се више никад политички изјашњавао. Био је активан члан покопног друштва “Бакије.” Написао је неколико романа, али они никад нису штампани, већ се налазе у Гази Хусрев-беговој библиотека. У овом периоду свог живота активно је сакупљао народне пјесме, које никад није објавио, а његова рукописна заоставштина сачињена од 10 томова, куцаних на писаћој машини под називом "Југословенска мекамска музика", чува се у Хисторијском архиву у Сарајеву.
Преминуо је у Сарајеву 6. децембра 1983. године. Спровод му је био 26. децембра 1983. године испред Бегове џамије у Сарајеву. Окружни суд у Београду је одбацио захтев за рехабилитацију Мустафе Мулалића 5. марта 2009. године.
Хисторијски архив у Сарајеву је 2013. године објавио дио његове рукописне заоставштине под називом "Нове кајде за старе севдалинке" (приредила: Сејдалија Гушић), у којој се налази нотни записи и текстови севдалинки. Такође је значајан његов рукопис "Кратка монографија народног инструмента који је бачен у заборав", посвећен сазу, који се такођер чува у Хисторијском архиву у Сарајеву. Тај чланак је објављен у књизи "Саз у Босни", чији је аутор Шукрија Трако (Институт севдаха, 2003).

### Важнији радови
- Мулалић, Мустафа А. (1936). Оријент на западу: Савремени културни и социјални проблеми муслимана Југословена. Београд: Скерлић.